# K7 (byggnad)

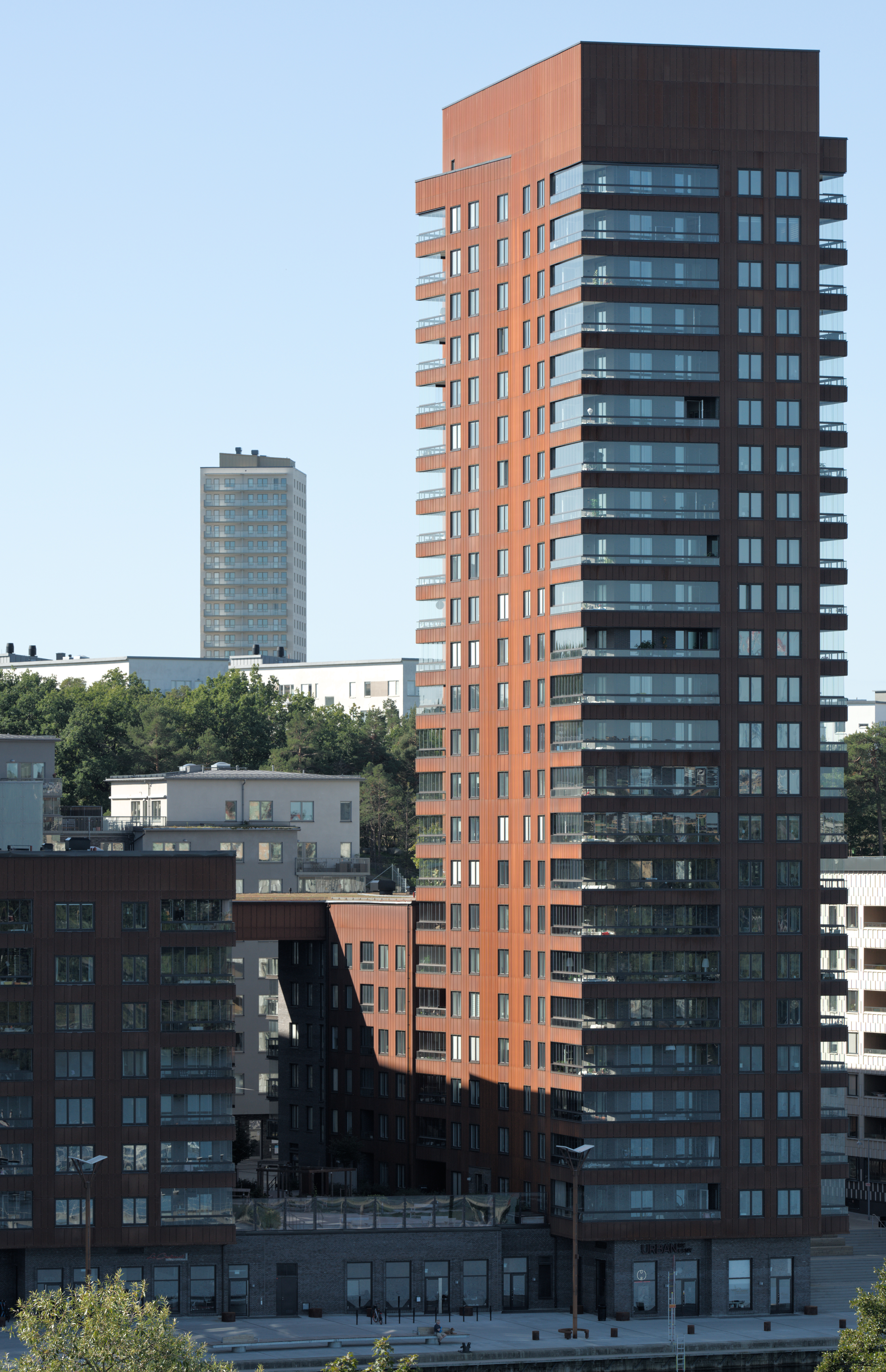
K7, september 2023

K7 (Kajen 7) är ett bostadshus i kvarteret Lagringen på Sjöviksvägen 87 vid Årstadalshamnen i stadsdelen Liljeholmen, södra Stockholm. Här uppförs sedan år 2019 ett hög- och låghus som skall stå inflyttningsklart underslutet av år 2022. Byggnaden ritades av Erséus Arkitekter på uppdrag av fastighetsägaren och totalentreprenören JM.

## Bakgrund
Sedan år 2000 växer i Årstadal ett sjönära bostadsområde upp kallat Liljeholmskajen, belägen intill Årstavikens södra strand. Här låg tidigare Vin & Sprits anläggning med kaj och cisterner i bergrum för förvaring av vin och sprit. Kvarters- och gatunamnen påminner om den tidigare verksamheten.
Den första byggnaden som blev inflyttningsklart år 2018 var Kajen 4 (arkitekt Wingårdh arkitektkontor). Därefter färdigställdes Kajen 5 (arkitekt ÅWL Arkitekter), Brohuset (arkitekt Wingårdh arkitektkontor) och slutligen Kajplats 6 (arkitekt Rosenbergs Arkitekter) som blev färdig 2020. Den sista byggnaden som uppförs vid Liljeholmskajen är K7 som hör till de högsta byggnaderna inom området med en höjd av 80 meter över stadens nollplan.

## Byggnad och arkitektur

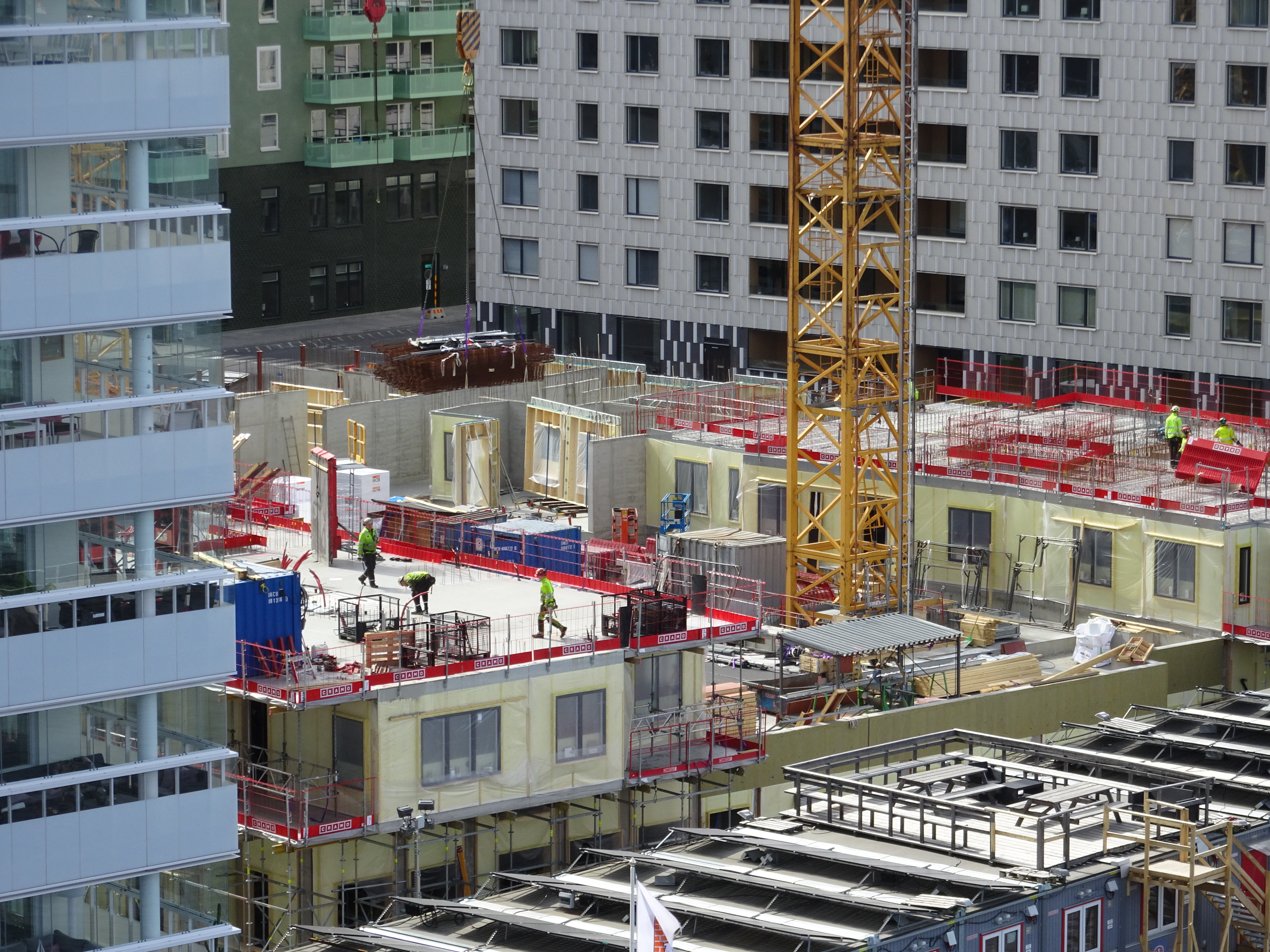
Byggarbeten i april 2020.

Detaljplanen för K7 (fastigheten Lagringen 3) vann laga kraft i februari 2014. För den arkitektoniska gestaltningen svarade  Erséus Arkitekter. Första spadtaget togs våren 2019 och källarens första gjutningsarbeten började i november samma år. K7 består av en lågdel och en högdel som tillsammans omsluter en innergård vilken öppnar sig mot norr och Årstaviken. Lågdelen har en högsta höjd av 30 meter över stadens nollplan och högdelen 80 meter, det motsvarar sex våningar respektive 24 våningar ovan jord.
K7 är det östligast belägna kajkvarteret som står i mötet av områdets två huvudriktningar och bebyggelsestrukturer: från väster Liljeholmskajen med de övriga kajkvarteren och sina tornhus och från öster Brohuset och Årstabroarna. Mellan båda uppstår en svag öppen vinkel mot norr som gav möjlighet att flera lägenheter fick utsikt över Årstaviken. Mot Sjöviksvägen öppnar sig en sex våningar hög portal mot lågdelens innergård.
I bottenplanet längs kajen placerades lokaler, för övrigt rymmer K7 sammanlagt 184 ägarlägenheter om 1–5 rum och kök. En gemensamhetslokal med takterras finns högst upp i tornbyggnaden. Balkongerna är integrerade i byggnadsvolymerna. Hela K7 fick en enhetlig färgsättning i roströd kulör genom fasadbeklädnaden med plattor av corténstål och mörkrött murtegel.

### Bilder

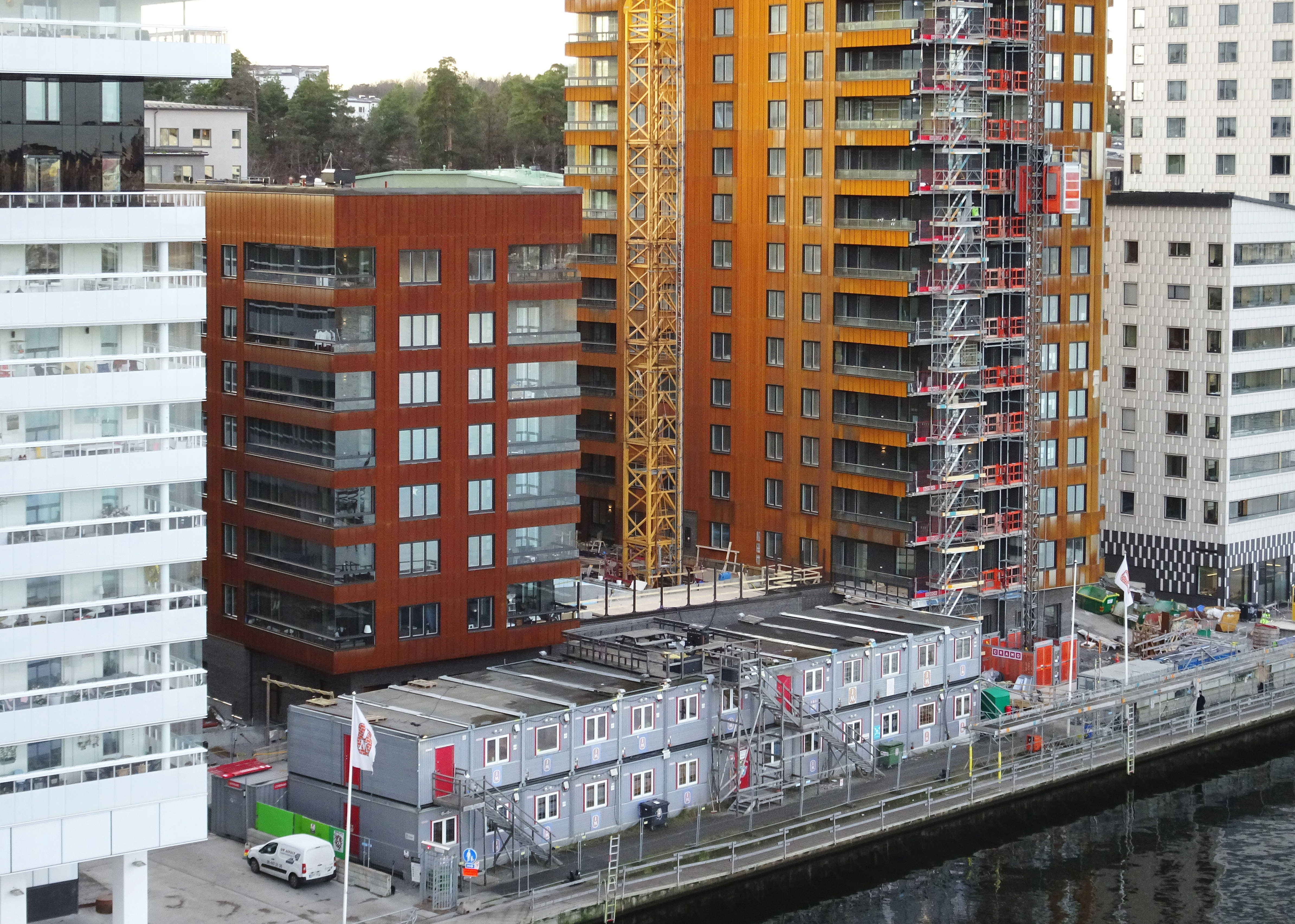
Byggarbeten i november 2021.
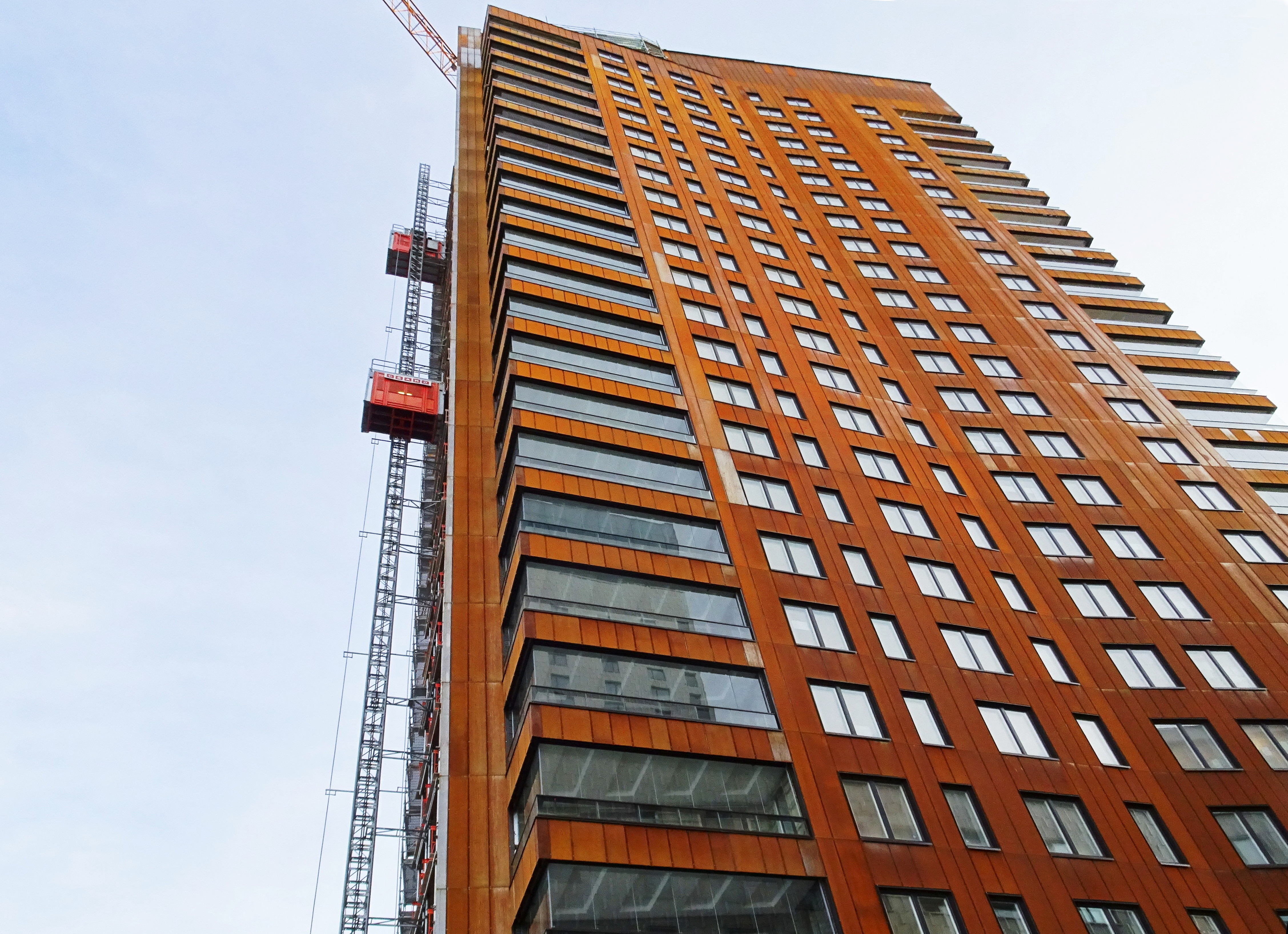
Högdelen från Önologgatan.
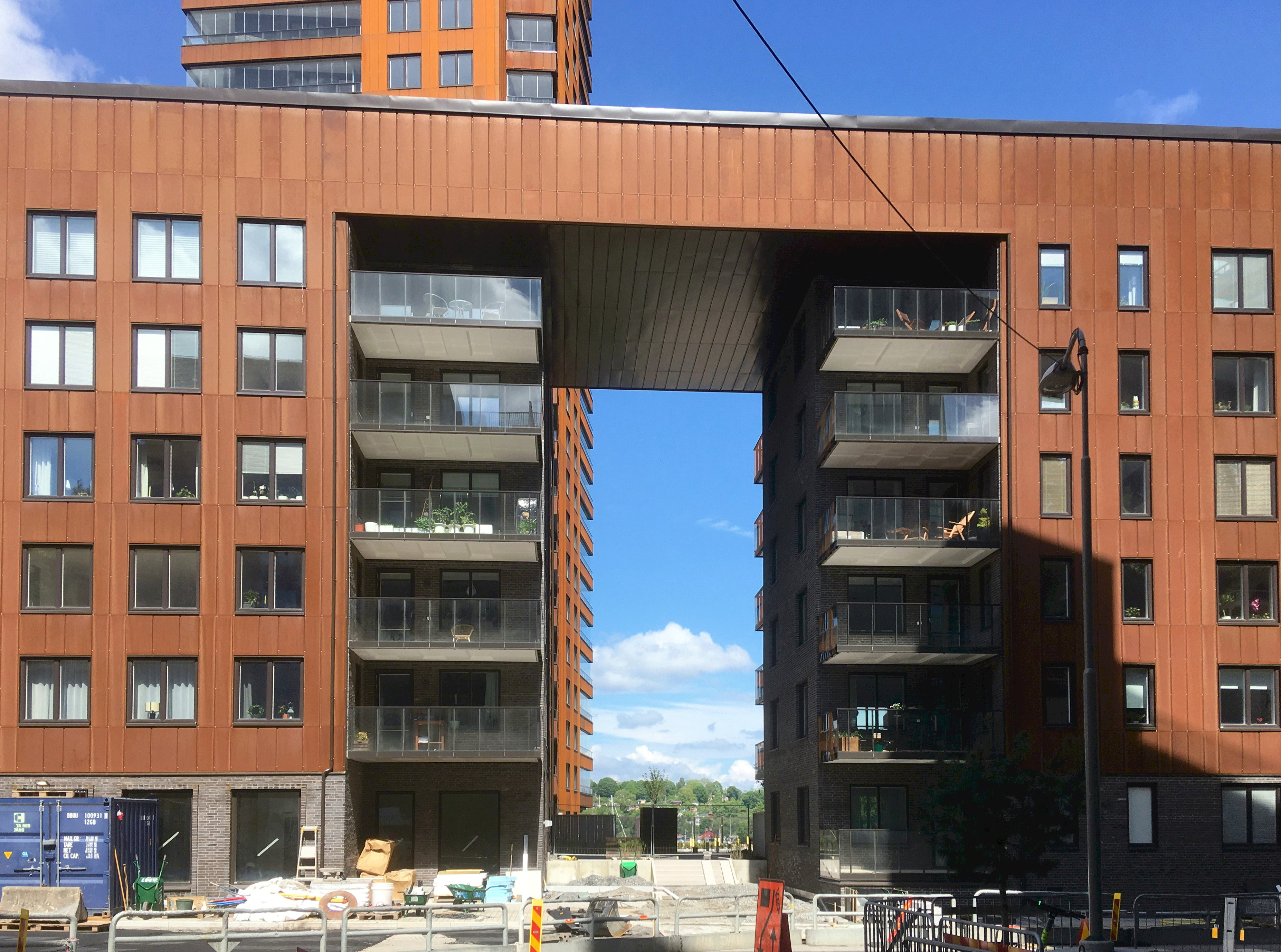
Lågdelen från Sjöviksvägen, juni 2022.
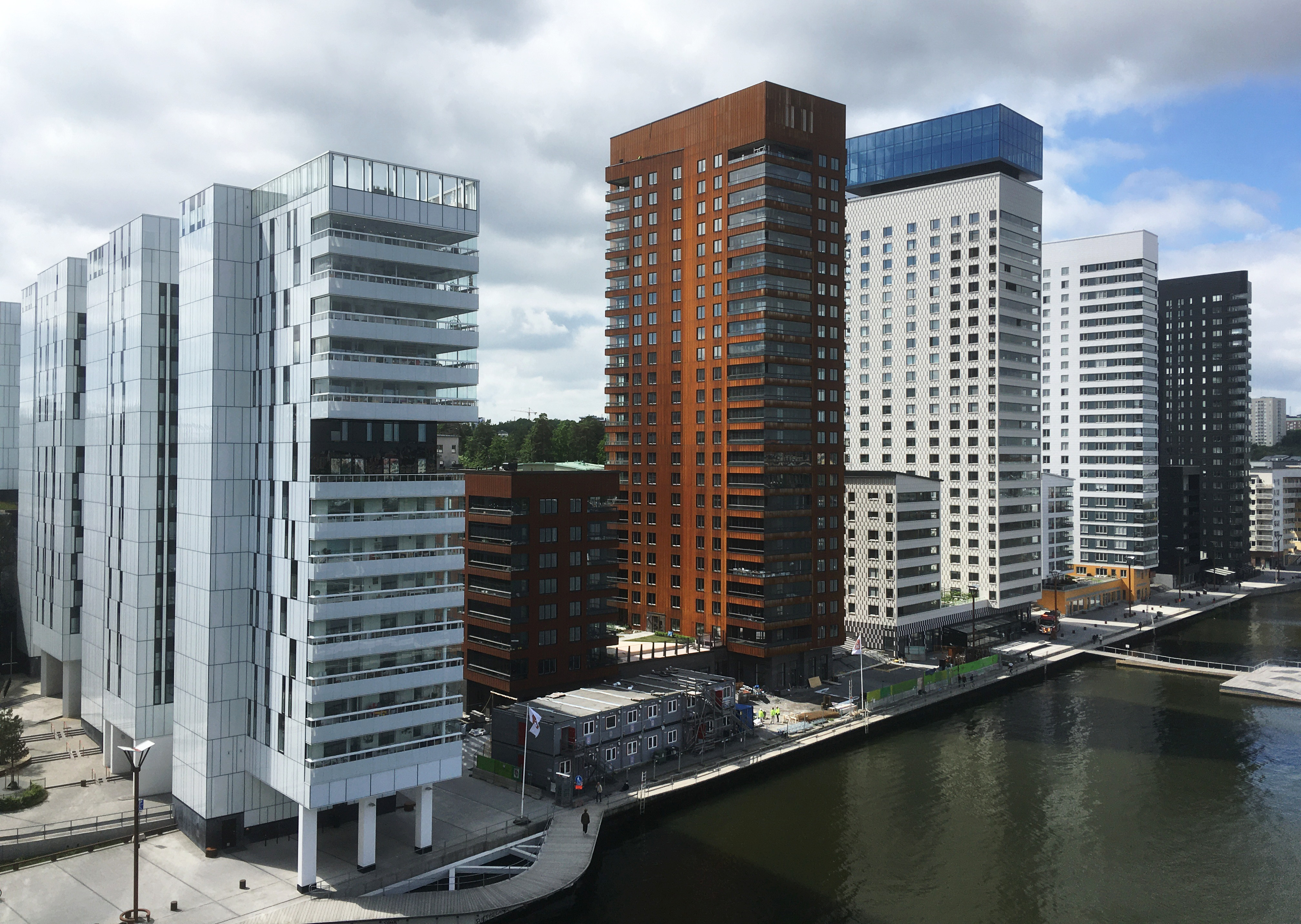
Vy från Årstabron, juni 2022.